# North Myrtle Beach
North Myrtle Beach es una ciudad situada en el estado de Carolina del Sur, en los Estados Unidos.En el Condado de Horry. La ciudad en el año 2000 tiene una población de 10.974 habitantes en una superficie de 35 km², con una densidad poblacional de 324.9 personas por km². 

## Geografía
North Myrtle Beach se encuentra ubicada en las coordenadas 33°49′20″N 78°40′52″O / 33.82222, -78.68111. Según la Oficina del Censo, la ciudad tiene un área total de 35 km² (13,5 mi²), de la cual 33,8 km² (13,1 mi²) es tierra y 1,2 km² (0,5 mi²) (3.48%) es agua.

## Demografía
En el 2000 la renta per cápita promedia del hogar era de $38.787, y el ingreso promedio para una familia era de $46.042. El ingreso per cápita para la localidad era de $27.006. En 2000 los hombres tenían un ingreso per cápita de $30.189 contra $22.119 para las mujeres. Alrededor del 8.50% de la población estaba bajo el umbral de pobreza nacional. 

### Localidades adyacentes
El siguiente diagrama muestra a las localidades en un radio de 16 kilómetros (9,9 mi) de North Myrtle Beach.

## Principales carreteras
- Carretera de Carolina del Sur 9
- U.S. Route 17
- Carretera de Carolina del Sur 31
- Ocean Drive
- Carretera de Carolina del Sur 90
- Robert Edge Parkway